# Триазолам
Триазолам — транквилизатор, угнетающий нервную систему. Относится к классу триазолобензодиазепинов, которые являются производными бензодиазепинов. Обладает фармакологическими свойствами, аналогичными таковым у других бензодиазепинов, но обычно используется только в качестве седативного средства для лечения тяжелой бессонницы. В дополнение к снотворным свойствам, также выражены амнестические, анксиолитические, седативные, противосудорожные и миорелаксантные свойства триазолама.
Триазолам был запатентован в 1970 году и поступил в продажу в США в 1987 году. В 2017 году являлся 280-м наиболее часто назначаемым лекарством в США.

## Общая информация
По строению триазолам близок к алпразоламу, отличается от него лишь наличием атома Cl при фенильном ядре в положении 6. По действию эти препараты различаются между собой. Триазолам обладает выраженным снотворным эффектом и в этом отношении близок к нитразепаму, в то время как алпразолам по спектру действия более близок к транквилизаторам.
По сравнению с нитразепамом триазолам действует в меньших дозах. Его эффективная снотворная доза 0,25—0,5 мг. Он быстро всасывается при приёме внутрь и относительно быстро выводится из организма. Период полувыведения составляет 1,5—3 ч. Действует триазолам менее продолжительно, чем нитразепам. Дневная сонливость и другие побочные явления менее выражены, чем при приёме нитразепама, однако при использовании триазолама необходимо соблюдать те же меры предосторожности, что и при применении нитразепама. Следует учитывать, что триазолам является относительно новым препаратом, в связи с чем нельзя допускать бесконтрольного его применения.
За рубежом в качестве снотворных средств применяются также некоторые другие производные бензодиазепина, близкие по структуре к бензодиазепиновым транквилизаторам.
Флуразепам (Flurazepam). Синонимы: Benozil, Dalmador, Dalmane, Dormodor, Enoctan, Fludan, Fluzepam, Insumin, Lunipax, Noctosom, Novoflupam, Valdorm и др.
Лоразепам (Lorazepam). Синонимы: Almazin, Amparax, Ansilor, Ativan, Calmogenol, Duralozam, Larotensil, Lorsedal, Moderal, Sedatival, Tolid, Tranquipan и др.
Темазепам (Temazepam). Синонимы: Cerepax, Lenal, Levanxol, Methyloxazepam, Normijon, Remastan, Temazepax, Temazin, Tonirem и др.
Эти препараты близки по структуре и действию к нитразепаму (в молекуле флуразепама содержится атом фтора). Различаются по скорости всасывания, длительности действия, эффективным дозам.
Флуразепам всасывается быстро, но медленно выделяется; период полувыведения (вместе с активным метаболитом) составляет 50—100 ч. Эффективная снотворная доза 15—30 мг.
Лоразепам всасывается медленнее, период полувыведения — 10—20 ч; доза 2—4 мг.
Темазепам всасывается медленно, период полувыведения 10—17 ч; доза 15—30 мг.

### Форма выпуска
Форма выпуска: таблетки по 0,25 мг (голубого цвета) и по 0,5 мг (белого цвета).